# Кадников (городское поселение)
Это статья о муниципальном образовании. О его центре см. Кадников
Городское поселение город Кадников — городское поселение в составе Сокольского района Вологодской области. Бывший Кадниковский сельсовет.
Центр — город Кадников.

## История
В 1924 года образование Кадниковского сельсовета. Он входит в состав Свердловского района (с 1932 года в Сокольском). В 1954 году присоединён Большемургинский сельсовет. В 1993 году сельсовет был расформирован.
В 1999 году был утверждён список населённых пунктов Вологодской области. Согласно этому списку, в состав Кадниковского сельсовета входили 24 населённых пункта, центром сельсовета был город Кадников, в Замошский сельсовет входили 18 населённых пунктов, центр — деревня Замошье
Постановлением Губернатора Вологодской области от 6 июня 2001 года деревни Лопатино и Куракино были упразднены.
1 января 2006 года были образованы
- городское поселение город Кадников, в состав которого вошёл город Кадников и Кадниковский сельсовет
- сельское поселение Замошское, в состав которого вошёл Замошский сельсовет[4].

30 мая 2013 года сельское поселение Замошское присоединено к городскому поселению город Кадников.

## География
Расположено на юго-западе района. Граничит:
- на юге с сельскими поселениями Пельшемское, Пригородное,
- на западе с сельским поселением Нестеровское.
- на севере с сельским поселением Двиницкое,

сельским поселением Воробьёвское, сельским поселением Сухонское Междуреченского района.
По территории протекают реки Содима, Пельшма, Двиница, проходит федеральная автодорога М8, неподалёку имеется выход на федеральную автодорогу А123.

## Экономика
Основные предприятия и учреждения на территории бывшего сельского поселения Замошское:
- отделение «Двиница» ОАО «Вологодский картофель»;
- почтовое отделение Замошье; АТС;
- Замошская основная общеобразовательная школа;
- Замошский детский сад
- Замошский ФАП
- Замошский Дом культуры
- Замошская библиотека

## Население
По данным переписи 2010 года население городского поселения Кадников — 5398 человек, сельского поселения Замошское — 332 человека, оценка на 1 января 2012 года — 5344 человека и 342 человека соответственно.

## Достопримечательности и известные уроженцы

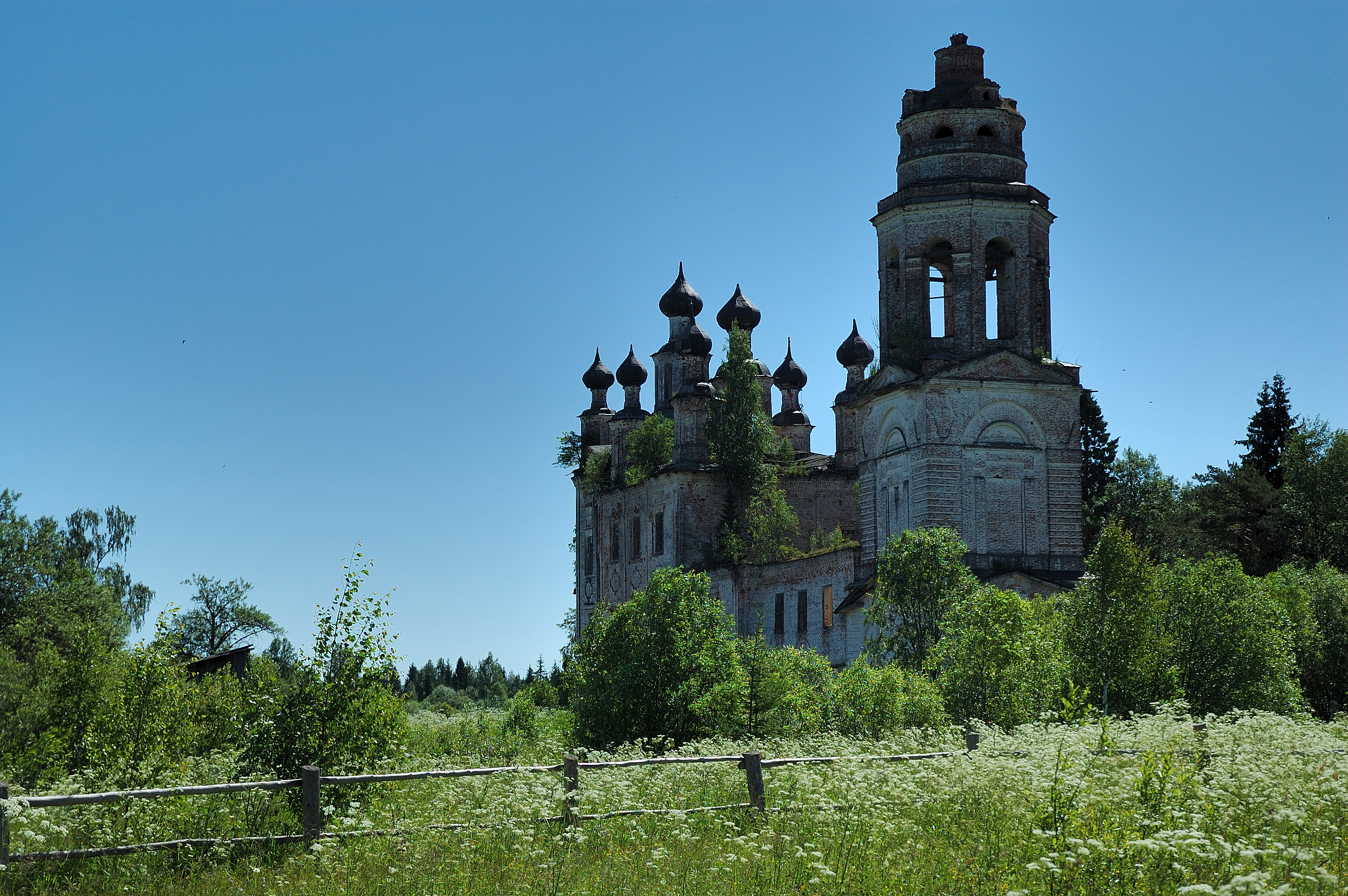
Храм Покрова

В деревне Замошье сохранился каменный Храм Покрова Пресвятой Богородицы с росписями, построенный в XVII веке.
В деревне Угол Вожегодской волости в 1921 году родился Николай Михайлович Артемьев — участник Великой Отечественной войны, стрелок 479-го стрелкового полка 149-й стрелковой дивизии 65-й армии Центрального фронта, красноармеец.
В деревне Афимское Замошской волости в 1905 году родился Иван Александрович Серов — председатель КГБ СССР в 1954—1958 годах, начальник Главного разведывательного управления Генштаба в 1958—1963 годах, генерал армии (1955), Герой Советского Союза (удостоен звания 29 мая 1945, лишён звания 12 марта 1963).

## Населённые пункты
С 2021 года в состав городского поселения входят 39 населённых пунктов, в том числе 1 город, 1 село, 37 деревень.
| Населённый пункт      | ОКАТО          | Рег. номер | Расстояние до районного центра, км | Расстояние до центра поселения, км | Координаты                      |
| --------------------- | -------------- | ---------- | ---------------------------------- | ---------------------------------- | ------------------------------- |
| деревня Алексейцево   | 19 238 832 035 | 5471       | 25                                 | 43                                 | 59°35′01″ с. ш. 40°28′04″ в. д. |
| деревня Андроново     | 19 238 828 002 | 5454       | 43                                 |                                    | 59°30′57″ с. ш. 40°38′31″ в. д. |
| деревня Большая Мурга | 19 238 832 003 | 5472       | 18                                 | 6                                  | 59°32′27″ с. ш. 40°24′25″ в. д. |
| деревня Большое Село  | 19 238 832 004 | 5473       | 17                                 | 5                                  | 59°32′01″ с. ш. 40°19′42″ в. д. |
| деревня Братское      | 19 238 828 003 | 5455       | 40                                 |                                    |                                 |
| деревня Быково        | 19 238 828 004 | 5456       | 39                                 |                                    | 59°30′32″ с. ш. 40°35′01″ в. д. |
| деревня Ведерница     | 19 238 832 005 | 5474       | 27                                 | 15                                 | 59°36′10″ с. ш. 40°21′46″ в. д. |
| деревня Воздвиженье   | 19 238 832 006 | 5475       | 24                                 | 12                                 | 59°34′03″ с. ш. 40°26′07″ в. д. |
| деревня Губино        | 19 238 828 005 | 5457       | 42,5                               |                                    | 59°26′44″ с. ш. 40°35′34″ в. д. |
| деревня Дементьево    | 19 238 832 008 | 5476       | 22                                 | 10                                 | 59°33′52″ с. ш. 40°25′25″ в. д. |
| деревня Дикое         | 19 238 828 006 | 5458       | 42                                 |                                    | 59°29′26″ с. ш. 40°38′11″ в. д. |
| деревня Дор           | 19 238 832 010 | 5477       | 18                                 | 6                                  | 59°27′30″ с. ш. 40°17′25″ в. д. |
| деревня Ерденово      | 19 238 832 011 | 5478       | 15                                 | 3                                  | 59°29′07″ с. ш. 40°21′15″ в. д. |
| деревня Заберезничье  | 19 238 828 007 | 5459       | 39                                 |                                    | 59°31′08″ с. ш. 40°34′04″ в. д. |
| деревня Замошье       | 19 238 828 001 | 5453       | 36                                 |                                    | 59°29′38″ с. ш. 40°33′08″ в. д. |
| деревня Заречье       | 19 238 828 008 | 5460       | 42                                 |                                    | 59°30′49″ с. ш. 40°38′48″ в. д. |
| деревня Исаковское    | 19 238 832 014 | 5480       | 17                                 | 5                                  |                                 |
| город Кадников        | 19 238 504 000 | 5265       | 8                                  | 0                                  | 59°30′11″ с. ш. 40°20′40″ в. д. |
| деревня Казарное      | 19 238 828 009 | 5461       | 40                                 |                                    | 59°27′32″ с. ш. 40°34′48″ в. д. |
| деревня Кобылкино     | 19 238 832 015 | 5481       | 21                                 | 9                                  | 59°33′03″ с. ш. 40°25′43″ в. д. |
| деревня Кондраш       | 19 238 828 010 | 5462       | 30                                 |                                    | 59°27′37″ с. ш. 40°29′15″ в. д. |
| деревня Малая Мурга   | 19 238 832 021 | 5484       | 17                                 | 5                                  | 59°32′46″ с. ш. 40°25′13″ в. д. |
| деревня Малая Середка | 19 238 828 011 | 5463       | 39                                 |                                    | 59°30′51″ с. ш. 40°34′29″ в. д. |
| деревня Нифаново      | 19 238 832 022 | 5485       | 27                                 | 15                                 | 59°36′17″ с. ш. 40°15′42″ в. д. |
| деревня Останково     | 19 238 828 012 | 5464       | 42                                 |                                    | 59°27′07″ с. ш. 40°35′03″ в. д. |
| деревня Перхурово     | 19 238 828 014 | 5466       | 39,5                               |                                    | 59°27′52″ с. ш. 40°34′29″ в. д. |
| деревня Пирогово      | 19 238 832 024 | 5486       | 24                                 | 12                                 | 59°35′34″ с. ш. 40°19′46″ в. д. |
| село Погост Ильинский | 19 238 832 025 | 5488       | 16                                 | 3                                  | 59°31′48″ с. ш. 40°20′54″ в. д. |
| деревня Подольное     | 19 238 828 015 | 5467       | 32                                 |                                    | 59°29′07″ с. ш. 40°29′57″ в. д. |
| деревня Подъельное    | 19 238 832 026 | 5487       | 15                                 | 4                                  | 59°28′57″ с. ш. 40°23′01″ в. д. |
| деревня Севригино     | 19 238 832 027 | 5489       | 19                                 | 7                                  | 59°33′01″ с. ш. 40°23′12″ в. д. |
| деревня Сенино        | 19 238 828 016 | 5468       | 38,5                               |                                    | 59°30′40″ с. ш. 40°32′57″ в. д. |
| деревня Сосновая Роща | 19 238 832 028 | 5490       | 13                                 | 1                                  | 59°28′57″ с. ш. 40°19′07″ в. д. |
| деревня Телячье       | 19 238 828 017 | 5469       | 37,5                               |                                    | 59°30′18″ с. ш. 40°33′06″ в. д. |
| деревня Теньково      | 19 238 832 029 | 5491       | 18                                 | 6                                  | 59°31′42″ с. ш. 40°18′52″ в. д. |
| деревня Филяево       | 19 238 832 030 | 5492       | 14                                 | 2                                  | 59°29′37″ с. ш. 40°21′39″ в. д. |
| деревня Цибово        | 19 238 832 031 | 5493       | 22                                 | 10                                 | 59°34′55″ с. ш. 40°19′11″ в. д. |
| деревня Чурилово      | 19 238 832 032 | 5494       | 15                                 | 3                                  | 59°31′33″ с. ш. 40°20′09″ в. д. |
| деревня Яковлево      | 19 238 828 018 | 5470       | 37                                 |                                    | 59°29′06″ с. ш. 40°33′31″ в. д. |

### Упразднённые населённые пункты
Населённые пункты, упразднённые в 2021 году:
| Населённый пункт | ОКАТО          | Рег. номер | Расстояние до районного центра, км | Расстояние до центра поселения, км | Координаты                      |
| ---------------- | -------------- | ---------- | ---------------------------------- | ---------------------------------- | ------------------------------- |
| деревня Золотово | 19 238 832 012 | 5479       | 24                                 | 12                                 | 59°34′45″ с. ш. 40°20′55″ в. д. |
| деревня Пардеево | 19 238 828 013 | 5465       | 38                                 |                                    | 59°28′56″ с. ш. 40°31′51″ в. д. |

Населённые пункты, упразднённые в 2001 году:
| Населённый пункт | ОКАТО          | Рег. номер | Расстояние до районного центра, км | Расстояние до центра поселения, км | Координаты |
| ---------------- | -------------- | ---------- | ---------------------------------- | ---------------------------------- | ---------- |
| деревня Куракино | 19 238 832 018 | 5482       | 20                                 | 8                                  |            |
| деревня Лопатино | 19 238 832 019 | 5483       | 15                                 | 3                                  |            |